# Gustav Friedrich
Gustav Friedrich (Poděbrady; 4 de junio de 1871-Praga; 19 de noviembre de 1943) fue un archivero, historiador, educador y editor checo.

## Biografía
Estudió con Jaroslav Goll y Josef Emler, que principalmente se interesa hacia el estudio de las ciencias auxiliares históricas, graduándose en el Institut für Österreichische Geschichtsforschung. Se convirtió en profesor en la Facultad de Artes de la Universidad Carolina, y el director del archivo Estatal de la escuela. Fundador de la edición de Codex diplomaticus et regni Epistolaris Bohemiae, plan editorial para expedir los documentos a la historia checa en 1310, se preparó la edición de tablas de corte. Él es autor de los diccionarios alemanes, los manuales de diplomática y cronología. En el año 1920 fue miembro de la comisión de la Asamblena Nacional Revolucionaria dispuso para la creación de los símbolos del emergente estado y cuyas sugerencias fueron incorporadas al texto de la constitución de la República de Checoslovaquia en vigor desde el 29 de febrero de 1920. Gustav Friedrich en este particular, sugirió a la comisión el escudo de Cárpato-Rutenia, que en la región Transcarpática oficialmente todavía se utiliza.

## Obra
- Friedrich, Gustav (1898). Učebná kniha paleografie latinské. (en checo). Praga: Tiskem Aloisa Wiesnera. OCLC 442502758.
- Friedrich, Gustav (1934). Rukověť křesťanské chronologie (en checo). Praga: Nákladem Filosofické Fakulty University Karlovy. OCLC 320726492.